# Cephalocoema bonariensis
Cephalocoema bonariensis is een rechtvleugelig insect uit de familie Proscopiidae. De wetenschappelijke naam van deze soort is voor het eerst geldig gepubliceerd in 1981 door Piza.